# Amt Atzbach
Das Amt Atzbach war ein Nassau-Weilburgisches Amt mit Sitz in Atzbach.

## Geschichte
1734 wurden die beiden bisherigen nassauischen Ämter Gleiberg und Hüttenberg (mit Sitz in Niederkleen) zum Amt Atzbach vereinigt und die nassauische Verwaltung von der mehr und mehr verfallenden Burg Gleiberg nach Atzbach verlegt. Das Amt wurde später als Oberamt Atzbach bezeichnet, die die Ämter Amt Gleiberg und Amt Hüttenberg und Stoppelberg nachgeordnet waren.
Mit dem Zusammenschluss von Nassau-Usingen und Nassau-Weilburg kam das Amt 1806 zum Herzogtum Nassau.
In den Tauschverträgen vom 31. Mai 1815 und 30. Juni 1816 übertrug das Herzogtum Nassau dem Königreich Preußen unter anderem das Amt Atzbach. Es wurde aufgehoben und seine Orte verwaltungsmäßig dem neu gebildeten Kreis Wetzlar zugeordnet. Die Rechtsprechung übernahm das Justizamt Atzbach.

## Umfang
Das Amt Atzbach umfasste zum Schluss die Orte Atzbach, Dorlar, Garbenheim, Gleiberg, Kinzenbach, Krofdorf, Launsbach, Odenhausen, Salzböden, Vetzberg, Volpertshausen, Weidenhausen, Wißmar (bisher nassauisches Amt Gleiberg), Dornholzhausen, Dutenhofen, Großrechtenbach, Hochelheim, Hörnsheim, Kleinrechtenbach, Lützellinden, Niederkleen und Vollnkirchen (bisher nassauisches Amt Hüttenberg).

## Nassau-weilburgisches Amtshaus

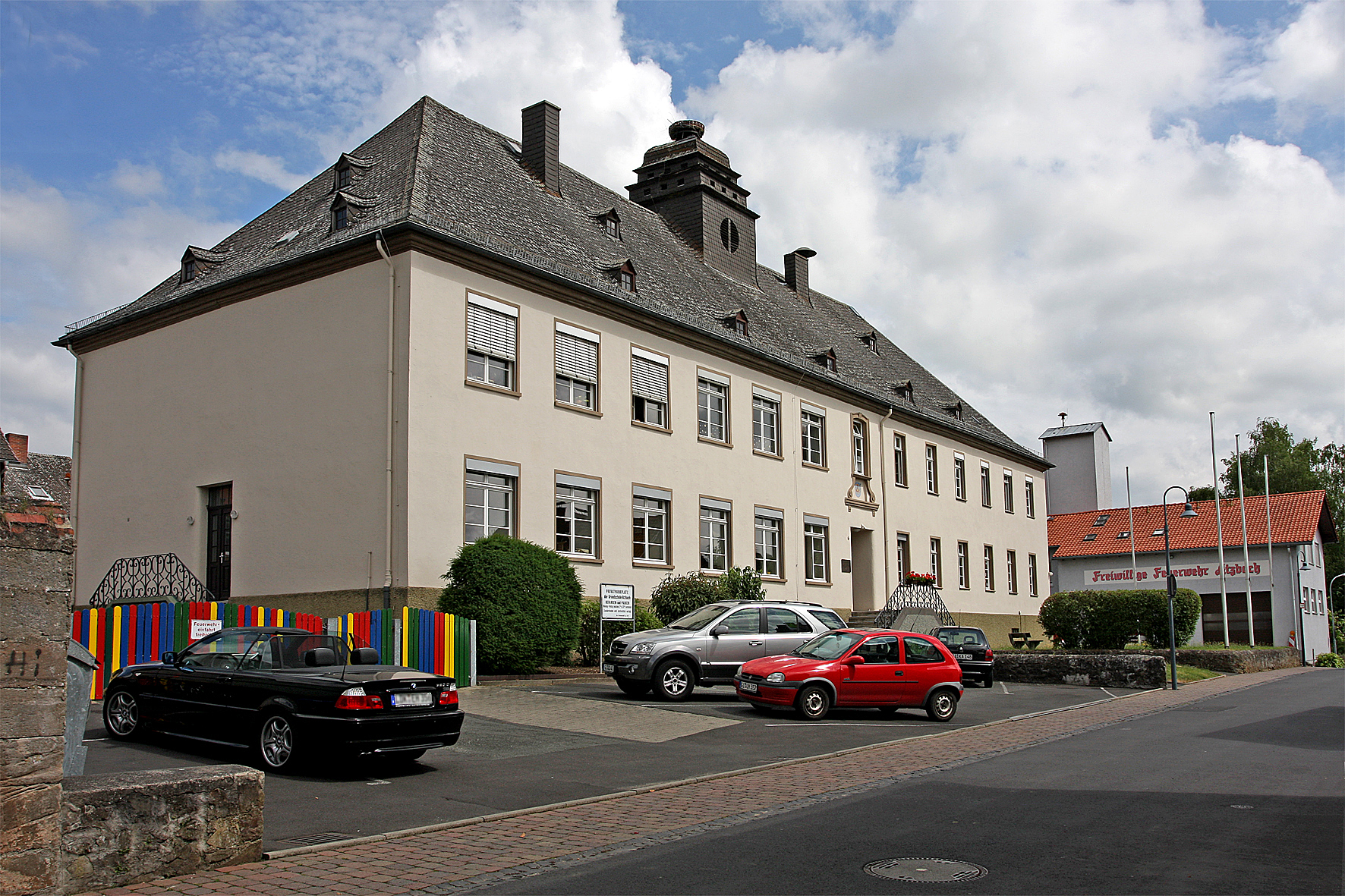
Amtshaus Atzbach

Nach der Bildung des Amtes 1734 wurde ein Gutshof als Sitz des Amtes Atzbach genutzt. Von 1754 bis 1756 wurde ein neues Gebäude als Amts-, Zucht-, Armen- und Waisenhaus erbaut. Dieses ehemalige nassau-weilburgische Amtshaus (Amthof 4, Amthof 6) steht als Kulturdenkmal unter Denkmalschutz. Bis 1849 hatte das Justizamt seinen Sitz im östlichen Teil des Gebäudes, von 1822 bis 1860 auch die Bürgermeisterei (im westlichen Teil), die danach nach Krofdorf verlegt wurde. Zwischen 1872 und 1910 wurden Teile des Hauses von der Zigarrenfabrik Klingspor aus Gießen, genutzt. Von 1885 bis 2010 befand sich hier eine Schule und das Bürgermeisteramt.
Es handelt sich um einen lang gestreckten, zweigeschossigen Bau mit Keller und einem großen Walmdach sowie einem gedrungenen Haubendachreiter jüngeren Datums. Die betonten Mittelachsen mit Eingängen und Freitreppen bilden die wesentliche Struktur der Fassade.
Koordinaten: 50° 34′ 37,6″ N, 8° 35′ 9,7″ O